# Cyperus zollingeri
Cyperus zollingeri är en halvgräsart som beskrevs av Ernst Gottlieb von Steudel. Cyperus zollingeri ingår i släktet papyrusar, och familjen halvgräs. IUCN kategoriserar arten globalt som livskraftig. Inga underarter finns listade i Catalogue of Life.